# Heterosminthurus chaetocephalus
Heterosminthurus chaetocephalus is een springstaartensoort uit de familie van de Bourletiellidae. De wetenschappelijke naam van de soort is voor het eerst geldig gepubliceerd in 1971 door Huther.